# 49è Festival de cinema d'estiu de Metro Manila
El 49è Festival de cinema d'estiu de Metro Manila és una edició del festival que va tenir lloc a la ciutat de Metro Manila i arreu de Filipines, organitzat a càrrec de l'Autoritat de Desenvolupament Metropolità de Manila (MMDA) en col·laboració amb l'Associació d'Expositors de Cinema de Filipines. A través del lema Tuloy-tuloy ang Saya (La diversió continua), aquest festival busca proporcionar una experiència cinematogràfica inoblidable per als amants del cinema a través d'una àmplia selecció de projeccions i esdeveniments especials.
L'edició del 2020 es va cancel·lar a causa de la Pandèmia de COVID-19. Després de l'èxit del Metro Manila Film Festival 2022, el MMDA va anunciar el 9 de gener de 2023 que el festival de cinema d'estiu se celebrarà del 8 al 18 d'abril de 2023. La data límit de presentació de les inscripcions es va fixar el 17 de febrer de 2023.

## Pel·lícules oficials
El 24 de febrer, el comité executiu del Festival de cinema de Metro Manila (MMFF) va anunciar les vuit pel·lícules oficials que competiran en la seva edició inaugural a l'abril.
| Títol                            | Protagonistes                                                                        | Productor                                                  | Direcció          | Gènere         |
| -------------------------------- | ------------------------------------------------------------------------------------ | ---------------------------------------------------------- | ----------------- | -------------- |
| About Us But Not About Us        | Elijah Canlas, Romnick Sarmienta                                                     | The Ideafirst Company, Octobertrain Films & Quantum Films  | Jun Lana          | Drama          |
| Apag                             | Coco Martin, Shaina Magdayao, Lito Lapid, Jacklyn Jose, Gladys Reyes                 | Centerstage Productions                                    | Brillante Mendoza | Drama          |
| Here Comes The Groom             | Eugene Domingo, Enchong Dee, Kempee de Leon, Awra Briguela, Maris Racal, Kalad Karen | Quantum Films, Cineko Productions, Brightlight Productions | Chris Martinez    | Comedy         |
| Kahit Maputi Na Ang Buhok Ko     | RK Bagatsing, Meg Imperial, Lotlot de Leon, Ariel Rivera, Gellie de Belen            | Saranggola Media Productions, Inc.                         | Joven Tan         | Drama, Musical |
| Love You Long Time               | Carlo Aquino, Eisel Serrano                                                          | Studio Three Sixty Inc.                                    | JP Habac          | Drama          |
| Single Bells                     | Angeline Quinto, Alex Gonzaga, Aljur Abrenica                                        | Tincan                                                     | Fifth Solomon     | Comedy         |
| Unravel: A Swiss Side Love Story | Kylie Padilla, Gerald Anderson                                                       | Mavx Productions                                           | RC Delos Reyes    | Romance, Drama |
| Yung Libro sa Napanood Ko        | Bela Padilla, Yoo Min-Gon, Lorna Tolentino, Boboy Garovillo                          | Viva Communications, Inc.                                  | Bela Padilla      | Drama, Romance |